# Зайдль, Андреас
Андреас Зайдль (нем. Andreas Seidl; 1760, Мюнхен — 1834, Мюнхен) — немецкий живописец исторического жанра академического направления.

## Биография
Андреас был сыном придворного живописца Йозефа Зайдля в Мюнхене, Бавария. Учился у архитектора и гравёра Карла Альберта фон Леспилье, самой известной работой которого является Дворец Жизе (Palais Gise) в Мюнхене. Затем он брал уроки живописи маслом у Франца Игнаца Офеле, директора Академии изобразительных искусств в Мюнхене. Получив премиальную стипендию, он в 1781 году отправился в Италию для дальнейшего образования, где оставался до 1788 года. В Риме он получил премию Академии Святого Луки и стал членом академий Пармы и Болоньи.
По возвращении в Мюнхен Андреас Зайдль получил должность придворного художника при баварском курфюрсте и в 1796 году был назначен профессором Академии. С этого времени он посвятил себя главным образом преподаванию. Скончался художник через восемь лет после выхода на пенсию в 1834 году (в некоторых источниках упоминается 1836 год).
Его самые известные произведения, сохранившиеся до настоящего времени, это алтарные картины: в сакристии церкви Св. Петра в Мюнхене, алтарный образ «Сон Святого Иосифа» в старой приходской церкви в районе Хайдхаузен Мюнхена, а также картины и некоторые запрестольные образы в приходской церкви Святого Николая в Альтфраунхофене, Нижняя Бавария.